# Fakhruddin Ali Ahmed
Fakhruddin Ali Ahmed (13 tháng 5 năm 1905 – 11 tháng 2 năm 1977) là Tổng thống Ấn Độ thứ 5 từ năm 1974 đến năm 1977 và còn là Tổng thống thứ hai qua đời khi đương chức.